# Boban Rajović

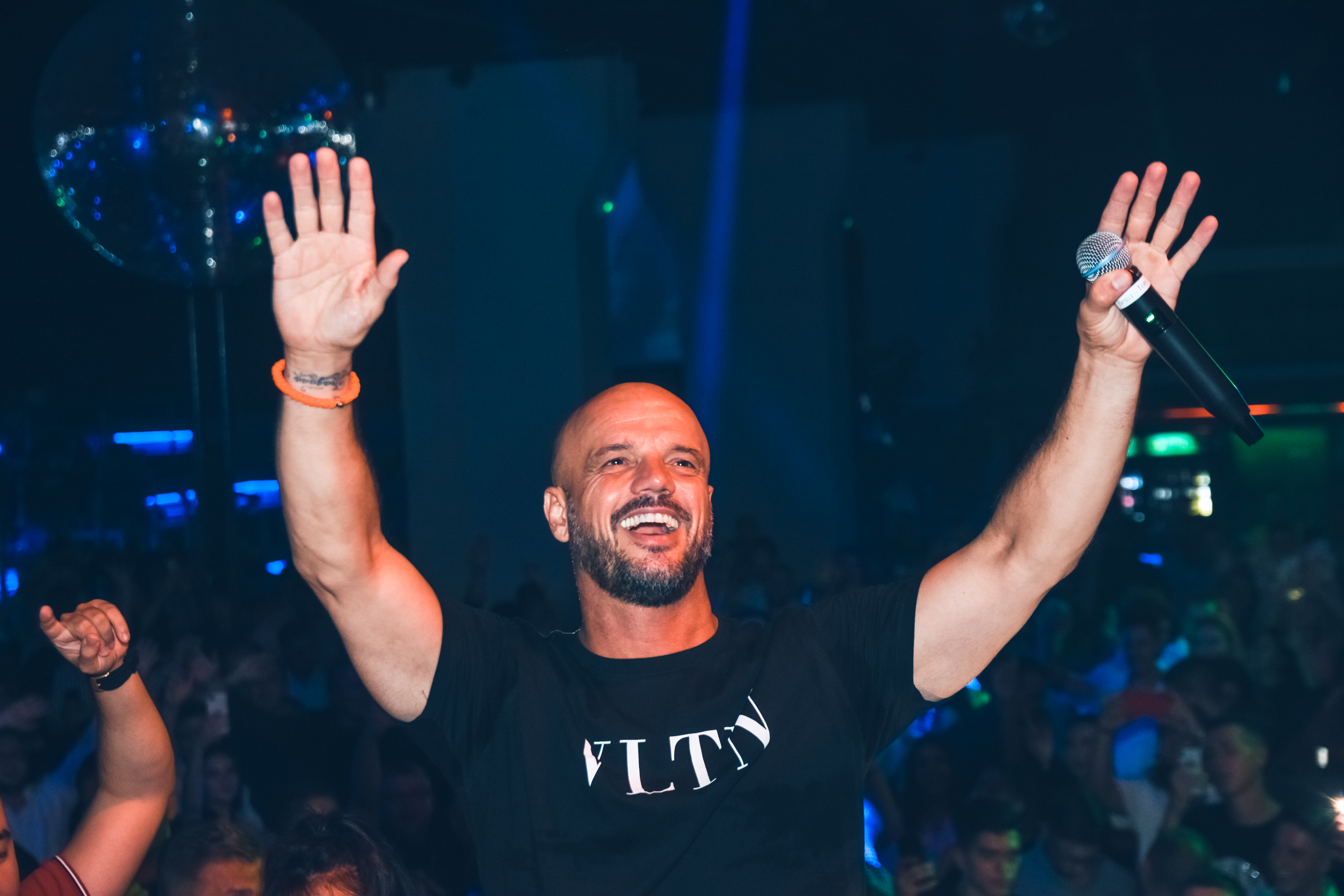
Boban Rajović (2019)

Boban Rajović (serbisch-kyrillisch Бобан Рајовић (Boban Rajovic); * 25. Dezember 1971 in Kopenhagen) ist ein montenegrinischer Pop-Sänger.

## Biografie
Rajović wurde in Kopenhagen als Sohn von jugoslawischen Eltern geboren, die als Gastarbeiter nach Dänemark kamen. Im Alter von 19 Jahren begann er, in jugoslawischen Cafés in Skandinavien zu singen. Sein Familienpatron (slava) ist der Heilige Basilius von Ostrog. Im Jahr 2000 zog er nach Belgrad, Serbien, um sein erstes Album aufzunehmen. Bis heute lebt er dort.

## Diskografie

### Alben
- 2000: Boban
- 2003: Puklo srce
- 2006: Provokacija
- 2007: Usne boje vina
- 2008: Kosači
- 2010: Mijenjam
- 2013: Vojnik Zabluda
- 2018: Dito

### Kompilationen
- 2009: Najbolje Do Sada
- 2017: Singlovi

### Singles (Auswahl)
- 2003: Samo Pozovi (Original: Gökhan Özen – Aramazsan Arama)
- 2003: Alkoholne Injekcije (Original: Mustafa Sandal – Geçmiş Olsun)
- 2007: Usne boje vina
- 2008: Provokacija
- 2008: Pomozite mi drugovi
- 2008: Latice od ruža
- 2008: Crna Lala
- 2008: Na dan kad si rođena (Original: Yalın – Zalim)
- 2009: Gromovi (mit Dragana Mirković)
- 2010: Kumovi
- 2010: Princeza
- 2010: Ptica Selica
- 2010: Kafanski Fakultet
- 2013: Ne vjerujem
- 2013: Lijepa zena
- 2014: Teci Mi Kroz Vene (mit Kristina Ivanović)
- 2015: Padobran
- 2017: Spartanac